# Yair Rozenblum
Yair Rozenblum (en hebreo: יאיר רוזנבלום‎; Tel Aviv, 6 de enero de 1944-Jolón, 27 de agosto de 1996) fue un compositor y arreglista israelí.

### Muerte
Rozenblum murió en Holon en 1996, a la edad de 52 años, después de una batalla de dos años contra el cáncer de esófago. Tras su muerte, su hija Karen aceptó en su nombre el premio ACUM en homenaje a su trayectoria.